# متلازمة بالير جيرولد
إن متلازمة بالير جيرولد (BGS) هي متلازمة وراثية نادرة تتضمن اندماج عظام الجمجمة قبل الأوان وتشوهات عظام الوجه والجبهة واليد. تتداخل أعراض متلازمة بالر-جيرولد مع سمات عدد قليل من اضطرابات علم الوراثة الأخرى مثل: متلازمة روثموندتومسون ومتلازمة RAPADILINO . مدى انتشار متلازمة بالير جيرولد غير معروف، لأنه لم يتم الإبلاغ إلا عن عدد قليل من الحالات، ولكن يقدر أن يكون أقل من واحد في المليون. ويأتي اسم المتلازمة نسبةً للباحثان بالر وجيرولد اللذان اكتشفا أول 3 حالات.

## العلامات والأعراض

الدرز الإكليلي

وتتمثل السمات الأكثر شيوعا وتحديداً للمتلازمة في تَعَظُّمُ الدُّرُوزِ البَاكِر ونقص الأشعة الشعاعية. وتسمح ملاحظة هذه السمات بتشخيص المتلازمة لأن هذه الأعراض تميز المتلازمة. حيث يتضمن تَعَظُّمُ الدُّرُوزِ البَاكِر إندماج عظام الجمجمة عند الأطفال الرُّضّع قبل نضوجها. هناك نوع خاص من التعظم وهو الذي يُشاهد عادة في المرضى الذين يعانون من المتلازمة هو تعظم الدروز الباكر الأكليلي والذي ينتج عنه اندماج الجمجمة على طول الغشاء الكظري. وبسبب تغير كيفية ارتباط عظام الجمجمة لدى مرضى المتلازمة يكون لديهم شكل جمجمة غير طبيعي. المعروف باسم عضلة الرأس. الأعراض الشائعة لدى المصابين بتعظم الدروز الباكرالأكليلي هي انتفاخ العيون، جيوب العين السطحية وجبهة بارزة وعريضة.
أما بالنسبة لنقص الأشعة الشعاعية فهي سِمة أُخرى يُصاب بها مرضى المتلازمة ينتج عنها نقص نقص التنسج أو عدم النمو عظام الذراع والكف في اليدين. وتشمل هذه العظام عظام الساعد وعظام الرسغ التي تربط بين عظام الساعد والإبهام. قلة الأصابع. يمكن أن تنتج أيضا من نقص الأشعة الشعاعية، مما يعني أن شخص ما مع BGS قد يكون لديه أقل من خمسة أصابع. يحدث نقص الأشعة الشعاعية المرتبط بالمتلازمة (مثل BGS) بشكل ثنائي، مما يعني أنه يؤثر على كُلٍّ من الذراعين.
يوجد هناك بعض الخصائص الطبية الأخرى التي أحياناً تكون مرتبطة بهذه المتلازمة، مثل تأخر (قُصور) بالنمو أو اختلاف (تنوع) لون الجلد. على الرغم من اختلاف أعراض المتلازمة من مريض لآخر إلا أن هذه الأعراض غالباً ما تظهر وتُلاحظ لدى المصابين بالمتلازمة. في بعض الأحيان قد يظهر على المريض توقف كامل للنمو (تقزٌّم)، قُصر القامة وتشوه بالركب. أو بحالات أخرى قد يظهر تنوع لون الجلد مما يعني وجود مناطق فيها فرط التصبغ ومناطق أخرى تعاني من نقص التصبغ (بُهاق). أو بعض المناطق قد يحدث فيها تلاشي (ضمور) للجلد.

## حدوث المتلازمة
تحدث متلازمة بالير جيرولد بسبب طفرة في جين RECQL4 الموجود على الكروموسوم 8p24. حيث تشمل الاختبارات الجينية الجزيئية المستخدمة لتحديد الطفرات في الجين RECQL4 تحليل المتغيرات المستهدفة وتحليل التسلسل لكامل منطقة الترميز في الجين. تبحث هذه الطرق عن تغيرات في ترميز التسلسل الخاص بـ الجين RECQL4، حيث أن وجود طفرة ضارة في الجين سيغير البروتين ويعطل وظيفته المعتادة. RECQL4 هو الجين الذي يشفر الهيليكاز الحمض النووي في عائلة ReQ helicase. وتشترك أجهزة المساعدة الهيليكاز في تفكيك الحمض النووي استعدادًا لنسخ الحمض النووي وإصلاحه.

## النمط الوراثي
تُورث متلازمة بالر-جيرولد في نمط وراثي متنحي، بمعنى أن الطفل المتضرر يحصل على أليل متحول واحد من كل من الوالدين لإنتاج المتلازمة.
حامل أو ناقل المرض هو شخص لديه أليل متحول واحد ولكن ليس لديه أي أعراض. بمعنى أنه إذا كان كلا الأبوين ناقلين، فإن احتمال إصابة الطفل بالمتلازمة تكون بنسبة 25%.وهناك أيضاً فرصة بنسبة 50% أن يحصل الطفل على نسخة متحولة واحدة (يكون ناقلاً) وأن يكون سليماً عن الأعراض واحتمال 25% أن يكون الطفل سليماً أي لا تظهر عليه الأعراض وليس ناقلاً للمتلازمة. لكي يحصل شخص على المتلازمة يجب أن يكون لديه نسختين متحوّلتين من الجين.
يمكن للبالغين أن يلتمسوا الاستشارة الوراثية لفهم المتلازمة والمخاطر والخيارات المتعلقة بتنظيم الأسرة.

## العلاج
لا يوجد علاج لمتلازمة بالير جيرولد ولكن يمكن معالجة الأعراض عند ظهورها حيث أن الجراحة بعد فترة وجيزة من الولادة يمكن أن تصلح تَعَظُّمُ الدُّرُوزِ البَاكِر وكذلك إصلاح العيوب في عظام اليد لخلق قبضة وظيفية. هناك مخاطر مرتبطة بالـ إذا لم يتم علاجه. لذلك يجب إجراء العملية لِـ فَكّ العظام وإعادة تشكيل العظام وتركيبها بشكل سليم.
وبما أن المرضى الذين يعانون من طفرة RECQL4 قد يتعرضون لخطر متزايد من الإصابة بالسرطان، يوصى بالمراقبة الدائمة